# Чанчкери
Чанчкери (груз. ჩანჩქერი) или Бенчаху (абх. Бенчаху или Пянчаху) — село в Абхазии, в Гагрском районе частично признанной Республики Абхазия, согласно административному делению Грузии — в Гагрском муниципалитете Абхазской Автономной Республики. Население по сведениям 1989 года отсутствует.

## Население
По данным 1959 года в селе жило 50 жителей, в основном армяне и грузины. В 1989 году в селе население отсутствовало.